# Тодд, Анна
Анна Рене Тодд (англ. Anna Renee Todd; род. 20 марта 1989) — писательница, автор бестселлеров New York Times серии «После». Провозглашена журналом Cosmopolitan как «самый большой литературный феномен её поколения»
. Анна начала свою литературную карьеру на платформе Wattpad. Появившись на сайте в 2013 году, электронная версия романа «После» набрала свыше 1,5 млн прочтений. Печатная версия была выпущена в 2014 году издательством Gallery Books тиражом 15 млн экземпляров. Книга переведена на более, чем 30 языков и является бестселлером в Италии, Германии, Франции и Испании. Экранизация первой части романа, художественный фильм «После» вышел в свет в 2019 году. В 2020 году вышел сиквел — «После. Глава 2». В начале сентября 2021 года в российский прокат вышла 3-я глава франшизы. 25 августа 2022 на большие экраны вышел «После. Долго и счастливо». В 2023 году, вышла пятая и последняя часть франшизы "После" "После 5. Навсегда". 18 октября в мире и 1 ноября 2024 года в России в кинотеатрах и на Prime video выходит документальный фильм По ту сторону После (Beyond After) или After. Только фанатам о создании книг и франшизы о романе. 22 октября 2024 года вышел трейлер Beyond Afer. В фильме указывается, что в 2025 году выйдет новый фильм, посвященный детям главных героев.

## Карьера
Вдохновленная музыкой и фандомом группы One Direction в 2013 году Анна начала писать связанные истории на своём телефоне и публиковать их в приложении Wattpad. По одной главе в день в течение года. В скором времени хобби переросло в карьеру, ведь «После» стало самой читаемой серией на платформе.
Тодд написала на Wattpad три книги, каждая из которых описывала развитие бурных отношений между студентами колледжа Тессой Янг и Гарри Стайлзом (Хардином Скоттом в печатной версии).
Начиная с 2014 года, Анна и её публикации на платформе Wattpad стали обращать на себя внимание СМИ, а именно The New York Times, The Washington Post, Cosmopolitan, New York Magazine
, Nylon
, и Billboard.
В 2015 году Анна Тодд анонсировала, что будет издан роман «До того как», приквел «После», в котором события «После» будут описаны с точки зрения Хардина Скотта.
Осенью 2016 года Анна получила награду в категории «Лучший писатель романов» от New Romance Festival. Следующая книга писательницы под названием «Сестры Спринг» (The Spring girls) была опубликована в январе 2018 года. Это своего рода переосмысление классического романа «Маленькие женщины» Луизы Мэй Олкотт.
В 2017 году компания Aviron Pictures приобрела права на экранизацию первого романа Анны Тодд «После». Позже права на создание франшизы "После" на основе ее книг приобрела компания Voltage pictures. Анна Тодд участвовала при создании двух фильмов франшизы:"После" и "После 2. После того, как мы столкнулись". Фильм "После " вышел в американский прокат 12 апреля, в российский 18 апреля 2019 года. Главные роли в картине исполнили Джозефин Лэнгфорд и Хиро Файнс-Тиффин. Благодаря кассовому успеху картины во всем мире, было снято 2 продолжения: «После. Глава 2» вышел в России в 2020 году, «После. Глава 3» вышел в 2021-м, российская премьера состоялась 2 сентября. Фильм «После. Глава 4» вышел в прокат в 2022 г. Фильм также приобретен для проката в России. Фильм «После 5. Навсегда» вышел 13 Сентября 2023 г. 
Книга «После» уже выпускалась в России, но недавно была переиздана издательством ЭКСМО в новой обложке и с дополнительной главой, которую Анна Тодд написала специально под выход первого фильма.

## Личная жизнь
Анна Тодд выросла в Дейтоне, Огайо. Она вышла замуж за Джордана, американского солдата, когда ей было всего 18 лет. Они вместе переехали в Форт-Худ, Техас, где Анна стала параллельно работать в ресторане Waffle House и салоне красоты ULTA Beauty. У Анны и Джордана есть сын по имени Ашер. В 2022 году они расстались.
В 2025 году она вышла замуж.

## Список произведений автора
- «После» (октябрь 2014)
- «После ссоры» (ноябрь 2014)
- «После падения» (декабрь 2014)
- «После — долго и счастливо» (февраль 2015)
- «До того как» (декабрь 2015)
- «Ничего больше» (сентябрь 2016)
- «Imagines» (соавтор, апрель 2016)
- «Никак не меньше» (декабрь 2016)
- «Сестры Спринг» (январь 2018)
- «Самые яркие звезды» (сентябрь 2018)
- «Самая тёмная Луна» (2020)